# 휴대전화 자판
휴대전화 자판(Mobile Phone Keypad)은 숫자와 글자, 기호를 입력하기 위한 글쇠들이 휴대 전화에 배열된 자판이다.

## 다른 자판과의 차이점
주로 0~9까지의 숫자를 입력하기 위해서 쓰인다는 면에서는 전화 자판(Telephone Keypad)과 같지만 DTMF를 직접적으로 사용하지 않으며 소프트웨어적 방법으로 모드를 변환하여 영문 대문자, 영문 소문자, 한글과 그 외 언어와 기호 등을 문자메시지(Text Messaging) 등을 위해 입력할 수 있다. 컴퓨터 키보드와는 다르게 시프트(Shift)나 펑션(Function)키를 같이 눌러 사용하는 일은 없는데 그것은 한 손만으로도 작동해야 하는 휴대전화의 사용성의 특성 때문이다. 전자계산기나 컴퓨터의 숫자 자판과 비교하면 컴퓨터는 밑으로부터 0에서 시작해서 윗부분에 7,8,9가 배치되지만 전화기와 휴대전화는 위로부터 첫째줄 1,2,3, 둘째줄 4,5,6 셋째줄 7,8,9 그리고 네 번째 줄이 *,0,#이 배치된다.(초기의 휴대전화는 2x6 형태의 모양이 있어서 첫째 1, 2 둘째 3,4 셋째 5, 6 넷째 7,8 다섯 째 9, * 여섯 째 #(예외)) 전화의 특수 기능을 사용하기 위해 *(Asterisk,별표),#(Sharp,우물정자)도 많이 사용된다. 초기의 휴대전화는 2행 6열의 형태를 가진 제품이 많았으나 현대의 휴대 전화는 대부분 3X4 (3행 4열)과 Send,End,Clr(Back), 오른쪽 소프트키, 왼쪽 소프트키, 특정 기능키 그리고 5방향(혹은 4방향키, 스크롤키)선택 키 (Navigation Keys)와 함께 배치된다.

## 같이 보기
- 휴대 전화 문자 입력 방식